# ویجان پونلید
ویجان پونلید (تایلندی: วิจารณ์ พลฤทธิ์؛ زادهٔ ۲۶ آوریل ۱۹۷۶) بوکسور سابق اهل تایلند است.
از افتخارات وی میتوان به کسب مدال طلا در بازی‌های المپیک تابستانی ۲۰۰۰ اشاره کرد.